# 新北市市長
新北市市長為中華民國新北市的最高行政首長，其前身之職務為「臺北縣縣長」，2010年12月25日起因應臺北縣獨立升格為直轄市而改制，現任市長為中國國民黨籍的侯友宜。

## 產生方式及任期
依照現行法規，新北市市長由20歲以上之新北市市民普選產生，每四年選舉一次，並同時進行市議員選舉。市長任期四年，連選得連任一次。

## 歷任市長
| 任次 | 肖像           | 姓名 （生－卒）     | 在任時間       | 在任時間       | 黨籍       | 屆次                                          | 備註                                |
| ---- | -------------- | ------------------- | -------------- | -------------- | ---------- | --------------------------------------------- | ----------------------------------- |
| 1    |                | 朱立倫 （1961年－） | 2010年12月25日 | 2014年12月25日 | 中國國民黨 | 1                                             | 升格直轄市後首位 中國國民黨籍市長。 |
| 1    | 2014年12月25日 | 朱立倫 （1961年－） | 2018年12月25日 | 2              | 中國國民黨 | 升格直轄市後首位連任成功的 中國國民黨籍市長。 |                                     |
| 2    |                | 侯友宜 （1957年－） | 2018年12月25日 | 2022年12月25日 | 中國國民黨 | 3                                             | 前新北市副市長。                    |
| 2    | 2022年12月25日 | 侯友宜 （1957年－） | 現任           | 4              | 中國國民黨 |                                               | 前新北市副市長。                    |

## 薪俸
新北市市長薪俸比照特任部會首長，每月為新臺幣204,320元。

## 外部連結
- 新北市政府 （页面存档备份，存于）